# Teoria rozwoju gospodarczego Schumpetera
Joseph Schumpeter próbował zdynamizować statyczny model gospodarki rynkowej, który spowodował to rozwój paradygmatu neoklasycznego. Schumpeter dowiódł, że główną przyczyną rozwoju gospodarczego są siły wewnętrzne, a nie czynniki zewnętrzne. Istotne jest spełnienie trzech warunków, które stanowią określoną całość:
1. istnienie twórczego przedsiębiorcy (główna siła rynkowa; odpowiedzialny za maksymalizację nadwyżki siła innowacji);
2. innowacje (wprowadzane przez przedsiębiorców; np. nowe produkty, technologie, nowe rozwiązania);
3. kredyt (przedsiębiorca nie ma obowiązku korzystać z własnego kapitału, powinien wykorzystać kredyt bankowy).

Teoria rozwoju gospodarczego Schumpetera krytykowała ujęcie neoklasyczne.